# Scatopsciara tenuicornis
Scatopsciara tenuicornis är en tvåvingeart som först beskrevs av Franz Lengersdorf 1932.  Scatopsciara tenuicornis ingår i släktet Scatopsciara och familjen sorgmyggor.
Artens utbredningsområde är Slovenien. Inga underarter finns listade i Catalogue of Life.